# Ozarba inobtrusella
Ozarba inobtrusella är en fjärilsart som beskrevs av Embrik Strand 1917. Ozarba inobtrusella ingår i släktet Ozarba och familjen nattflyn. Inga underarter finns listade i Catalogue of Life.